# 解放街道 (巴彦淖尔市)
解放街道，是中华人民共和国内蒙古自治区巴彦淖尔市临河区下辖的一个乡镇级行政单位。

## 行政区划
解放街道下辖以下地区：
联通社区、阳光社区、金都社区、育龙社区和万丰社区。